# Complexe Albert Hall
Pour les articles homonymes, voir Albert Hall (homonymie) et Roseland.
Le « Complexe Albert Hall » est un bâtiment de style Art déco égyptisant qui regroupe l'ancienne salle de cinéma Albert Hall et l'ancienne salle de bal Roseland qui furent édifiées par l'architecte Arthur Meuleman à Etterbeek en Belgique.

## Localisation
Le complexe, situé à Etterbeek, une des communes de Bruxelles, en Belgique, comprend deux façades : celle du Roseland située chaussée de Wavre 649-651 et celle de l'Albert Hall située avenue Eudore Pirmez 9.

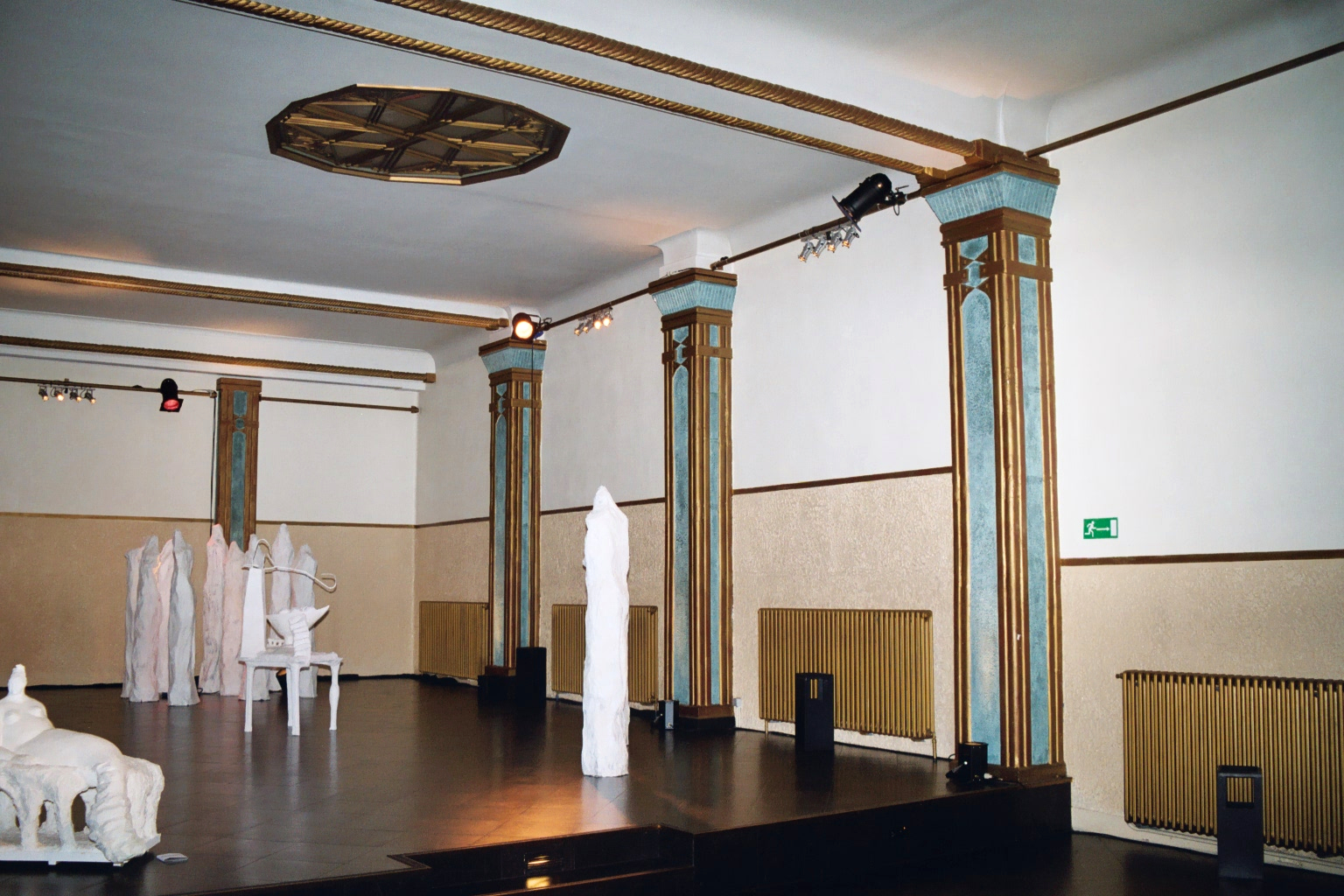
Roseland.

## Historique
C'est en 1931-1932 que l'architecte Arthur Meuleman construisit la salle de cinéma Albert Hall et la salle de bal Roseland,,.
La salle de cinéma et la salle de bal furent fermées en 1965.
Entièrement rénové, le complexe abrite aujourd'hui des expositions et des événements culturels.

## Architecture extérieure

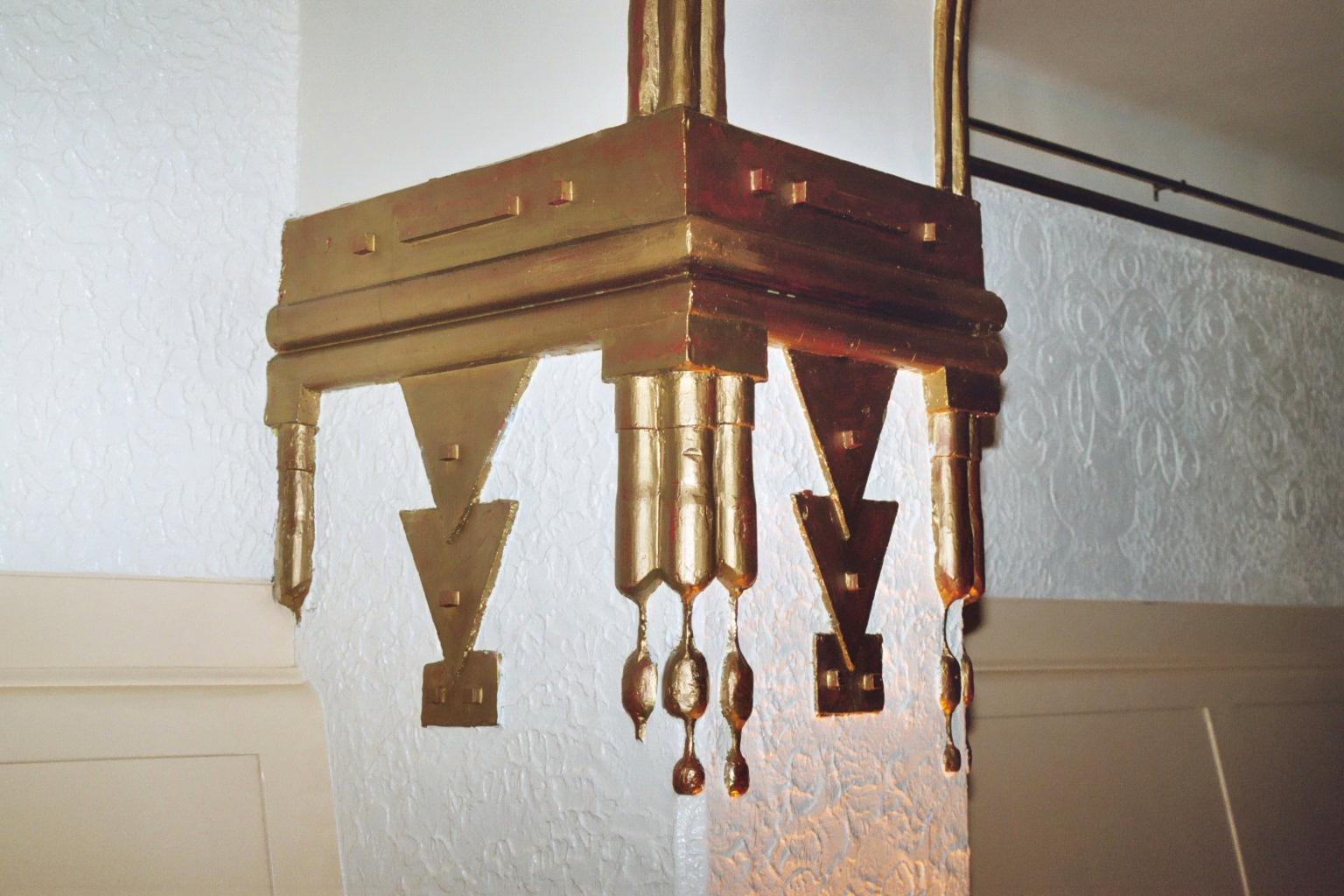
Stucs dorés de la salle de bal Roseland.

### Roseland
La façade du Roseland, large de six travées, présente une belle envolée verticale grâce aux pilastres d'ordre colossal surmontés de chapiteaux papyriformes.
Séparé du premier étage par un cordon de pierre mouluré, le rez-de-chaussée est percé de trois grandes baies comptant chacune cinq portes noires.
Les trois étages sont reliés entre eux par des pilastres colossaux en briques vernissées blanches.
Au premier étage, les deux travées centrales sont occupées par une baie unique alors qu'elles présentent deux baies au deuxième et au troisième étage. Les baies de cette façade sont alternativement rectangulaires et cintrées.
La façade est couronnée par un large entablement, arborant le nom du Roseland, et par une corniche en saillie, soutenue par de puissants chapiteaux en forme de papyrus.

### Albert Hall
Ici aussi, la verticalité de la façade est renforcée par des pilastres colossaux surmontés de chapiteaux papyriformes.
Mais la façade du cinéma Albert Hall est plus étroite : elle ne compte que trois travées, ornées à tous les étages de balcons en saillie.

## Architecture et décoration intérieure
Dans le hall d'entrée, deux vitraux représentent Charlie Chaplin et Virginia Cherrill dans Les Lumières de la ville.
La salle de cinéma et la salle de bal sont superposées et communiquent par l'intérieur.
Elles présentent une abondante décoration intérieure.
Cette décoration utilise massivement les stucs dorés et des formes d'inspiration égyptienne telles des colonnes fasciculées (comme la colonne dorée de l'escalier) ou des pilastres de couleur turquoise ou marron bordées de nervures dorées et surmontées de chapiteaux proto-doriques.
|  |  |  |